# Steven Schneider (Produzent)
Steven Jay Schneider (* 25. Januar 1974 in New York City, New York) ist ein US-amerikanischer Filmproduzent. Er zeichnet sich vor allem für Horrorfilmproduktionen aus; zu den bekanntesten zählen Paranormal Activity (2007), Insidious (2010) und The Visit (2015). 

## Leben
Schneider besuchte die Hunter High School in New York, bevor er an der Harvard University und der University of London Philosophie studierte. Außerdem belegte er an der New York University Kurse zu Cinema Studies.
Nachdem er mehrere Bücher über Film und insbesondere das Horrorkino herausgegeben hatte, zog Schneider nach Los Angeles, um dort eine Karriere als Produzent anzufangen. Sein erster Produktionserfolg war der Found-Footage-Film Paranormal Activity (2007), den er zusammen mit Jason Blum und Oren Peli betreute. Daraufhin konzentrierte er sich ausschließlich auf Horrorfilme und Mystery-Thriller, zu denen etwa die Insidious-Filmreihe (2011–2015), die Fernsehserie The River (2012), The Bay (2012) und Wer (2013) gehören. 2015 produzierte er M. Night Shyamalans hochgehandelten Thriller The Visit mit.
Schneider arbeitet oft mit den Produzenten Jason Blum und Oren Peli zusammen.

## Filmografie (Auswahl)
Als Filmproduzent
- 2010: Insidious
- 2011: Paranormal Activity 3
- 2012: The Bay – Nach Angst kommt Panik (The Bay)
- 2013: Gangster Chronicles
- 2013: Haunt - Das Böse erwacht (Haunt)
- 2013: Sx Tape
- 2013: Wer
- 2014: Cooties
- 2014: Houses of Terror (The Houses October Built)
- 2014: Acid Girls
- 2015: Die dunkle Gräfin (Krowawaja ledi Batori)
- 2015: Area 51
- 2015: Deadly Home
- 2016: Blair Witch
- 2016: The Worthy
- 2017: The Tank
- 2017: The Houses October Built 2
- 2018: Delirium
- 2018: Mara
- 2019: Friedhof der Kuscheltiere (Pet Samatary)
- 2021: Masquerade
- 2022: Watcher
- 2023: Late Night with the Devil
- 2023: Strange Darling
- 2024: Desert Road
- 2024: Ick
- 2025: The Plague